# Ebeltoft
Ebeltoft es una ciudad de Dinamarca. Con sus 7.528 habitantes en 2013 es la mayor localidad del municipio de Syddjurs. 

## Historia
La primera vez que aparece registrado el nombre de la ciudad es en 1301 como Æpplætoftæ, que significa «parcelas de manzanas». Su primer privilegio de ciudad comercial data de 1302, en tiempos del rey Erik Menved. Posiblemente su importancia se debió a su buen puerto natural. La ciudad aprovechaba la pesca, la agricultura, la navegación y el comercio de madera de los bosques reales circundantes.
La ciudad fue próspera hasta el siglo XVII, cuando la invasión de Carlos Gustavo de Suecia en 1659 la afectó seriamente. Ese año se libró una batalla naval en la bahía entre las flotas sueca y dano-holandesa. Durante el siglo XVIII las condiciones del puerto fueron de mal en peor, y los intentos por mejorarlo fracasaron, lo que acabó con la industria naviera de Ebeltoft. Este retroceso económico se reflejó en un descenso de la población, que para 1801 apenas sobrepasaba los 500 habitantes.
Ebeltoft empezó a recuperarse a mediados del siglo XIX, con la remodelación de su puerto y la jauja agrícola de los alrededores. Sin embargo, esta recuperación no fue ni rápida ni contundente. La industrialización danesa de la época no llegó con fuerza a la ciudad. Una curtiduría fue de las más destacadas empresas industriales. En 1901 se modernizó el puerto y llegó el ferrocarril que conectó Ebeltoft con la línea Aarhus-Grenaa. La población para 1901 era apenas de poco más de 1.500 y para 1960 la situación no había cambiado mucho, con poco más de 2.000 habitantes.
Ebeltof comenzó a ser un destino turístico desde el siglo XIX, pero su orientación a ese sector ha sido especialmente marcada a partir de la década de 1960. Desde entonces el comercio ha crecido rápidamente y con ello la población ha experimentado mayor aumento.
En 1970 se fundó el municipio de Ebeltoft, que existió hasta 2006 y en 2007 se integró al recién creado municipio de Syddjurs. Ebeltoft es la mayor localidad del municipio, pero la capital es la pequeña Rønde.

## Cultura

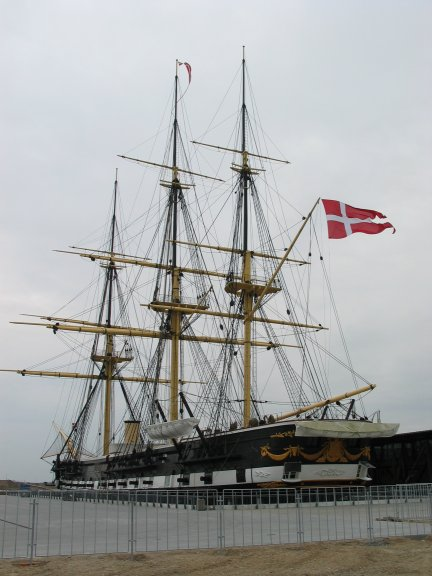
La fragata Jylland.

El centro de Ebeltoft, de calles estrechas y empedradas, conserva varias casas de entramado de madera, principalmente del siglo XVIII. El edificio más destacado es el antiguo ayuntamiento de 1789, uno de los símbolos de la ciudad.
El Museo de Jutlandia Oriental (Museum Østjylland) es desde 2011 el propietario del antiguo ayuntamiento y de otras dos casas antiguas del centro de la ciudad: Siamesisk samling (la colección siamesa) y Farvergården (la casa del tintorero). La primera alberga una colección etnográfica y de animales de safari que perteneció a un nativo de Ebeltoft que vivió en Siam a principios del siglo XX. La segunda es una antigua tintorería donde se tenían los hilados y prendas de vestir; funcionó durante más de 100 años hasta 1925 y es la única que se conserva en Europa del norte.
Ebeltoft es también conocida por la fragata Jylland, un barco de madera botado en 1860 que participó en la Guerra de los Ducados (1864). Es uno de los más grandes barcos de madera que se conservan en el mundo. Desde 1960 permanece en el puerto de la ciudad como un barco museo. 
El Museo del Vidrio de Ebeltoft es el único museo danés dedicado al arte en vidrio. Fundado en 1986 en lo que era la antigua aduana del puerto, tiene una colección de piezas de todo el mundo.